# Амфотер (военачальник)
Амфотер (др.-греч. Αμφοτερος), брат Кратера — командующий флотом при Александре Македонском.
Вместе с Гегелохом назначен Александром командовать македонскими войсками во время войны с персами в бассейне Эгейского моря. Проводил операции по освобождению островов от персидских гарнизонов, очистил Крит от пиратов. В 331 г. до н. э. был направлен на Пелопоннес для подавления антимакедонского восстания.